# Dean Saunders (zanger)
Dean Saunders (Londen, 9 januari 1981) is een Britse zanger. Hij won in 2011 de Nederlandse versie van de talentenjacht Popstars.

## Carrière
Eind jaren negentig deden Saunders en zijn broer Ben mee aan verschillende talentenjachten onder de naam Daddy's Wish. Op 25 november 1998 waren ze als zodanig het onderwerp in een reportage van het jongerenprogramma Life is like a box of chocolates van de KRO. Saunders en zijn broer waren op dat moment respectievelijk 15 en 17 jaar oud. Twee jaar later namen de broers deel aan het RTL 4-programma Alles voor de band: Follow that dream. Hieruit werd de popgroep Follow That Dream gevormd, waar zij beiden deel van uitmaakten. In november 2000 haalde de groep de 13e plaats in de Mega Top 100 met het nummer Follow that dream. Een half jaar later, tijdens de hype van het veel populairdere Starmaker, besloot de groep uit elkaar te gaan.

### Nationaal Songfestival 2003
Op 15 februari 2003 nam Saunders met zijn broer deel aan het Nationaal Songfestival. Ze traden in de derde voorronde op onder de naam "Brothers" met het nummer Stand as one. Het leverde de broers niet de gewenste doorbraak op, want met slechts 10 punten van de vakjury eindigden ze als zevende van de acht deelnemers. Van de televoters kreeg het duo 3% van de stemmen, het minste van die avond. Het voornaamste kritiekpunt van de vakjury was dat de stoere kleding van de jongens niet bij het gevoelige liedje paste. Hoewel het totaaloordeel van de jury negatief uitviel, merkte jurylid Stanley Burleson wel op dat ze goed konden zingen.

### Popstars 2011
Op 22 januari 2011, een dag nadat zijn broer Ben Saunders The Voice of Holland won, won hij de talentenjacht Popstars bij SBS6 met You and I both. Een week later maakte Dutch Charts bekend dat het nummer op nr.1 stond in de Single Top 100.

## Privéleven
Dean is de oudste zoon van Dean en Lesley Saunders. Hij heeft nog twee jongere broertjes: Ben Saunders, winnaar van The voice of Holland, en Jamie Saunders. Saunders is officieel een Engelsman, maar verhuisde al op jonge leeftijd naar Nederland. Hij heeft een zoon.
Op 28 augustus 2014 werd Saunders door de politie opgepakt op verdenking van brandstichting. In oktober 2015 werd hij veroordeeld tot een celstraf van acht maanden, een geldboete van 400 euro en een taakstraf van 40 uur.. Die straf werd in 2018 verlengd tot 18 maanden celstraf, waarvan zes maanden voorwaardelijk. Hij heeft aangegeven in cassatie te gaan

## Televisie

### Deelname
- Popstars (2010-2011) Resultaat: Gewonnen (SBS6)
- Van Popster tot Operaster, speciaal voor Oxfam Novib, uitzending 31-8-2011 (NCRV)
- Expeditie Poolcirkel (AVRO)

### Film
- Asterix & Obelix bij de Britten Megacursus

## Discografie

### Singles
| Single met eventuele hitnotering(en) in de Nederlandse Top 40 | Datum van verschijnen | Datum van binnenkomst | Hoogste positie | Aantal weken | Opmerkingen                                   |
| ------------------------------------------------------------- | --------------------- | --------------------- | --------------- | ------------ | --------------------------------------------- |
| You and I both                                                | 22-01-2011            | 05-02-2011            | 22              | 4            | Nr. 1 in de Single Top 100 / Goud             |
| On the way to love                                            | 2011                  | 11-06-2011            | tip15           | -            | Nr. 11 in de Single Top 100                   |
| What a wonderful world                                        | 2011                  | 05-11-2011            | tip7            | -            | met Yes-R / Nr. 7 in de Single Top 100        |
| Jingle bell rock                                              | 2011                  | -                     |                 |              | met Bobby Helms / Nr. 11 in de Single Top 100 |
| Je verblindt me                                               | 2012                  | -                     |                 |              | Nr. 32 in de Single Top 100                   |
| Zij is alles                                                  | 2012                  | -                     |                 |              | Nr. 34 in de Single Top 100                   |
| Ben jij                                                       | 2013                  | -                     |                 |              | Nr. 89 in de Single Top 100                   |